# 嚴重急性呼吸系統綜合症上海市疫情
嚴重急性呼吸系統綜合症上海市疫情，是指2003年春夏嚴重急性呼吸系統綜合症疫情（SARS，又叫非典）期间，上海市的疾病流行和防控情况以及其对市民生活的影响等。总体上而言，當時的上海市的非典疫情并不严重，并未造成大范围人员感染或者社会恐慌。
非典疫情发生后，当时的中共上海市委和上海市人民政府对此进行了应对。当年世界卫生组织工作人员来中国考察，其任务是研究决定中国的哪些城市需要被划定为SARS疫区。而当时仍任复旦大学附属眼耳鼻喉科医院院长助理（挂职）的传染病医生卢洪洲由于英文优异，时任上海市卫生局局长刘俊将他借调到卫生局，专职负责世卫组织的接待工作。卢洪洲和疾控中心的同事们与世卫组织官员进行反复沟通、协商，最终上海没有划归为疫区，最大限度地减少了城市损失。在疫情被控制后，上海市政府建立了突发传染病疫情的预防和控制体系，上海的疫情得到有效控制。
截止2003年4月29日下午3时，上海市传染性非典型肺炎病例共2例，疑似病例总数为7例。

## 防治措施
上海市编制实施了《上海市预防和控制不明原因呼吸道传染病应急预案》、《上海市传染性非典型肺炎防治工作指南》等文件，细化了對各類人群的防治预案，並成立了專家諮詢委員會以指導搶救和研究工作。建立了以上海市疾病預防控制中心和三級醫療防護網為主力的疾病監測網絡和快速反應機制。根據市政府通告於各區縣、各街道、各居委會成立抗非領導小組，從社區開始防範SARS。